# 天使のはらわた
『天使のはらわた』（てんしのはらわた）は、日本の劇画作家・石井隆による連作劇画。また、これを原作とする映画作品群の総称。
いずれの作品も「土屋名美（なみ）」という名の女が物語の核となり、相手役として劇画と映画第1作では「川島哲郎」、映画第2作以降では「村木哲郎」という男が登場する。ただし、彼らの素性や職業の設定は作品ごとに異なっている。不運であっても不幸ではないファム・ファタル（運命の女）と、彼女と出会ったばかりに運命を狂わされてしまう男を象徴する一対のキャラクターが、名美と川島であり、名美と村木である。
1977年、雑誌『ヤングコミック』（少年画報社）にて劇画『天使のはらわた』の連載が始まった。
翌1978年には、最初の映画化作品である『女高生 天使のはらわた』が、日活ロマンポルノの一作として製作される。映画化2作目となる『天使のはらわた 赤い教室』（1979年）から、原作者の石井隆が脚本家として参加。ロマンポルノではシリーズ最終作となった『天使のはらわた 赤い眩暈』（1988年）では、石井自身が監督としてメガホンを取っている。
この間、『天使のはらわた』を冠するものだけで5作品がロマンポルノの枠内で製作された。名美を主人公とする作品は、このほかに『ルージュ』（1984年）、『ラブホテル』（1985年）、『赤い縄 果てるまで』（1987年）の3本が製作されている。『赤い縄 果てるまで』のみ、名美の相手役は「野中陽介」であるが、「ようすけ（漢字は作品によって異なる）」もまた石井隆作品にはたびたび登場する。
1988年にロマンポルノが終焉した後は、石井自らの脚本・監督によりシリーズ作品の製作が続けられている。

## 関連作品

### コミック
- 天使のはらわた1〜3巻（1978〜9年）少年画報社

### 映画
- 女高生 天使のはらわた （1978年）
- 天使のはらわた 赤い教室 （1979年）
- 天使のはらわた 名美 （1979年）
- 天使のはらわた 赤い淫画 （1981年）
- 天使のはらわた 赤い眩暈 （1988年）
- 天使のはらわた 赤い閃光 （1994年）

### 名美または村木を主人公とする映画
- 団鬼六 少女木馬責め （1984年）
- ルージュ （1984年）
- 縄姉妹 奇妙な果実 （1984年）
- ラブホテル （1985年）
- 赤い縄 果てるまで （1987年）
- 死霊の罠 （1988年）
- ガッデム!! （1991年）
- 月下の蘭 （1991年）
- 死んでもいい （1992年）
- ちぎれた愛の殺人 （1993年）
- ヌードの夜 （1993年）
- 夜がまた来る （1994年）
- GONIN （1995年）
- 人が人を愛することのどうしようもなさ （2007年）
- ヌードの夜/愛は惜しみなく奪う （2010年）

### 名美を主人公とするテレビドラマ
- 夜に頬よせ〜過去を抱いた女（1988年）